# 李宅乡
李宅乡，是中华人民共和国江西省上饶市德兴市下辖的一个乡镇级行政单位。

## 行政区划
李宅乡下辖以下地区：
立信社区、李宅村、舒家村、文港村、密川村、中村和宗儒村。